# Бахмут (Башкортостан)
Бахму́т (баш. Бахмут) — село в Куюргазинском районе Башкортостана. Административный центр Бахмутского сельсовета.

## Географическое положение
Расстояние до:
- районного центра (Ермолаево): 12 км,
- ближайшей ж/д станции (Ермолаево): 12 км.

## Население
| 2002 | 2009 | 2010 |
| ---- | ---- | ---- |
| 603  | ↗649 | ↘618 |

### Национальный состав
Согласно переписи 2002 года, преобладающая национальность — русские (74 %).

## Известные уроженцы
- Хохлов, Анатолий Иванович (1918—1995) — советский военнослужащий, майор, Герой Советского Союза[5].